# Anaspididae
Anaspididae é uma família de crustáceos de água doce que ocorrem somente na Tasmânia. A família é constituída por três géneros contendo conjuntamente cinco espécies. Os crustáceos pertencentes a este grupo são considerados como fósseis vivos.
As espécies que integram a família Anaspididae são conhecidas colectivamente como "crustáceos anaspídeos tasmanianos" e caracterizam-se por possuir antenas e antênulas longas, um corpo delgado e sem carapaça, e os olhos pedunculados.
As duas espécies de Allanaspides e a única espécie do género Paranaspides estão listadas como vulneráveis na Lista Vermelha da IUCN.

## Taxonomia
- Allanaspides Swain, Wilson, Hickman & Ong, 1970 
  - A. hickmani Swain, Wilson & Ong, 1970; (conhecido por "camarão-pigmeu-de-Hickman")
  - A. helonomus Swain, Wilson, Hickman & Ong, 1970

- Anaspides Thomson, 1894
  - A. tasmaniae Thomson, 1892
  - A. spinulae Williams, 1965

- Paranaspides Smith, 1908
  - P. lacustris Smith, 1909